# Turandot (opera)
Turandot är en opera i tre akter med musik av Giacomo Puccini och libretto av Giuseppe Adami och Renato Simoni.

## Bakgrund
Sagan om Turandot hade ursprungligen inget med Kina att göra. De flesta motiven tyder på att sagan härrör från Iran och namnet Turandot kommer från persiskans Turandokht ("flickan från Turan"). Turan är det persiska namnet för nuvarande Sinkiang). Den kinesiska miljön gav sig tillkänna först omkring 1200-talet i den persiske poeten Nizami Ganjavis Haft Paykar (Sju kroppar). Den första som gjorde en betydelsefull bearbetning av stoffet, Carlo Gozzi, använde sig i sitt skådespel Turandot (1762) av kineseriet som en fond. Till styckets egenheter hör att Gozzi lät de italienska commedia dell'arte-figurerna uppträda som bifigurer mitt i den kinesiska miljön. Den här idén lämnade spår efter sig även i Puccinis verk: figurerna tjänade som förebilder till Ping, Pang och Pong, operans tre kinesiska hovmän.
Gozzis komedi var skriven i upplysningstidens och rationalismens anda. De här dragen fördjupade Friedrich von Schiller ytterligare i sin bearbetning för scenen (1802). Titelrollens känslomässiga utveckling skildras som ett noggrant motiverat stegvist skeende - som en inre kamp mellan högmod och spirande kärlek. Turandots amasonnatur och hennes motvilja mot det manliga könet har sin grund i att hon protesterar mot att vara utlämnad åt kvinnans ställning, familjeintressen och männens ära. Turandots hela förhållningssätt är ett uttryck för hennes stolta försvar av privilegiet att själv kunna välja sin äkta make.

## Kompositionshistoria

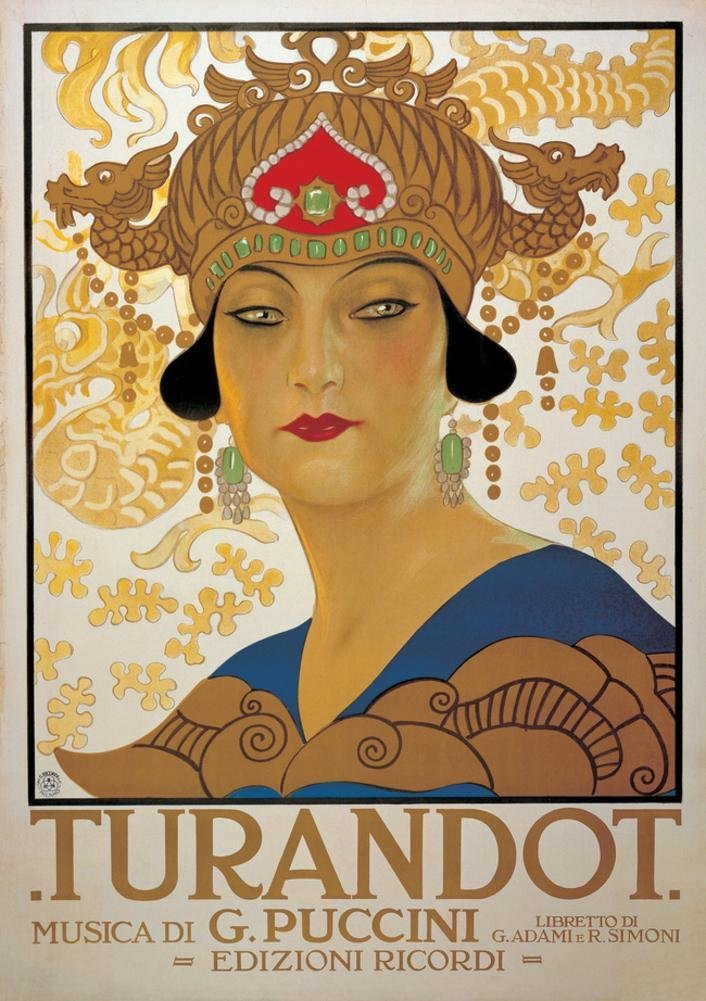
Affisch till premiären 1926.

Puccini närmade sig de 60 när en oväntad och radikal förändring utvecklades i hans operafilosofi. Sentimentala melodramer på realistisk botten som förut hade tjänat honom så väl lockade inte längre. I sitt sökande efter nya ämnen ville han "tentare vie non battue" (ge sig ut på okänd mark); han längtade efter något fantastiskt, något sagoaktigt men samtidigt fullt av mänskliga känslor och rörande. Sommaren 1919 återtog han bekantskapen med Renato Simoni, en erfaren och bildad författare (redaktör för tidskriften La Lettura), såväl som expert på den venetianske 1700-talsförfattaren Carlo Gozzi. Det var Simonis idé att söka bland Gozzis tio så kallade fiabe drammatiche (dramatiska fabler) efter ett lämpligt ämne. I dessa fabler försökte Gozzi att förena de till synes oförenliga ämnena orientaliska sagor med de komiska figurerna i commedia dell'arte - Pantalone, Tartaglia, Brighella och Truffaldino. Kombinationen av de olika stilarna slog väl ut, särskilt i sagan om Turandotte (1762). Denna pjäs hade inspirerat bland andra Carl Maria von Weber som komponerade en ouvertyr och scenmusik, samt längre fram i tiden Ferruccio Busoni som 1917 skrev sin version av Turandot.
Puccini läste pjäsen på tåget mellan Milano och Rom och blev genast fängslad av historien. Han inbjöd Simoni att arbeta fram ett libretto tillsammans med Giuseppe Adami (Puccinis samarbetspartner i de tidigare operorna La rondine och Il tabarro). Adami kände till pjäsen i en italiensk översättning av Schillers tyska bearbetning. De båda författarna minskade Gozzis pjäs från fem akter till tre samt förenklade den ganska invecklade och långsamma handlingen. Till en början var Puccini inte nöjd med deras verk, och det dröjde ett stycke in i januari 1921 innan han började komponera musiken. Även då måste många ändringar vidtas innan Puccini var nöjd. De följande tre åren dryftade trion utformningen fram och tillbaka medan partituret tog form. Ämnet för Turandot skilde sig väsentligt från allt annat som Puccini dittills hade befattat sig med. Detta var inget realistiskt drama, det gick inte att jämföra med Puccinis dittills kultiverade, verklighetsnära framställningar av livet, utan var ett symboltyngt sagospel med freskliknande dimensioner. Med Turandot ville han kanske 1920 ta upp konkurrensen med ett annat symbolmättat och spektakulärt sagospel: Richard Strauss monumentala opera Die Frau ohne Schatten.

## Premiär
Arbetet med Turandot fortskred långsamt och då Puccini dog av strupcancer 29 november 1924 var partituret ännu inte färdigt. De två sista scenerna i akt III (den stora kärleksduetten och slutscenen) existerade endast i form av 36 sidor med Puccinis efterlämnade skisser men materialet var så tillräckligt att operan kunde slutföras. 
Rektorn för Turins musikkonservatorium, Puccinis elev Franco Alfano, utsågs av Puccinis arvingar – hans förläggare och Arturo Toscanini – att slutföra operan. Alfano färdigställde slutduetten och det avslutande körstycket efter Puccinis utkast. Premiären hade redan före Puccinis död anförtrotts åt Toscanini. Puccini hade gått igenom hela partituret med honom och Toscanini valde vid uruppförandet på La Scala i Milano 1926 att sluta vid Liùs död, det sista som tonsättaren själv hade fullbordat. Två takter efter orden "Liù, poesia" slog Toscanini av orkestern, la ner dirigentpinnen och vände sig mot publiken med orden: 
| ” | Här slutar operan, här lade mästaren ned pennan. | „ |

Först vid den andra föreställningen spelades Alfanos version. 
Bara fyra dagar efter premiären i Milano spelades den i Rom (Teatro Costanzi, 29 april) och under de närmast åren sattes den upp i följande städer: Buenos Aires (Teatro Colón, 23 juni), Dresden (6 september, på tyska), Venedig (La Fenice, 9 september), Wien (14 oktober, på italienska), Berlin (8 november), New York (Metropolitan Opera, 16 november), Bryssel (La Monnaie, 17 december, på franska), Neapel (Teatro San Carlo, 17 januari 1927), Parma (12 februari), Turin (17 mars), London (Covent Garden, 7 juni), San Francisco (19 september), Bologna (oktober 1927), Paris (29 mars 1928), Australien 1928, Moskva (Bolsjojteatern, 1931). 
Under många år var operan förbjuden i Kina på grund av att den ansågs ge en ofördelaktig bild av kineser och av Kina. I september 1998 sattes den slutligen upp och spelades i åtta föreställningar under namnet Turandot at the Forbidden City. Regissör var Zhang Yimou, dirigent Zubin Mehta och Barbara Hendricks sjöng Liù..

### Svensk premiär
Den svenska premiären ägde rum på Stockholmsoperan den 29 december 1927 med Gustaf Bergman som regissör och Nils Grevillius som dirigent. Den iscensattes åter med premiär den 24 januari 1946, regissör och dirigent var Issay Dobrowen. 1957 gjordes en nyinstudering efter Dobrowens uppsättning med regissören Bengt Peterson och dirigent Herbert Sandberg. Birgit Nilsson sjöng då Turandot, en av hennes paradroller. På Kungliga Operan framträdde hon i rollen 16 gånger. 9 november 2013 hade operan premiär med Nina Stemme i huvudrollen.
Den sattes upp på Scandinavium i Göteborg 1973 med Birgit Nilsson i titelrollen, Folke Abenius som regissör och Sixten Ehrling som dirigent. Den sattes upp på Folkoperan med premiär den 29 februari 1988 och även under 1993 samt på Göteborgsoperan med premiär den 8 april 2006.

## Om operan
Orkesterbesättningen i Turandot var den största som Puccini skrev för och utmärker sig särskilt genom dess stora och rika slagverksensemble bestående av två xylofoner, klockspel, celesta, bjällror och tamtam. Inte i någon av Puccinis tidigare operor spelar orkestern en så framträdande roll, både i att skapa atmosfär och emfasera nyckelsituationer och psykologiska moment. Rollfigurerna och hovet förknippas med vissa instrumentgrupper: kejsaren och hans följe med tunga bleckblåsinstrument, Turandot med träblåsinstrument och stråkar, Calaf (mestadels) med stråkar, för Liù reserverade Puccini den mest delikata nyansen i orkestern bestående av flöjter, oboe och violin. De tre hovmännen Ping, Pang och Pong ledsagas av höga toner från träblåsarna (ofta i pizzicato) och stråkarna, skira celestaackord och skallrande passager från xylofoner. Operan erbjuder dessutom en tacksam möjlighet för scenografer och regissörer att låta den visuella fantasin få fritt spelrum.

### Kinesisk musik
Puccini kom i kontakt med kinesiska melodier genom olika tillfälligheter, bland annat under en resa till London 1920. Analyser av partituret har visat att man där kan identifiera åtminstone sex eller sju teman som verkligen har kinesiskt ursprung. Bland dessa återfinns till exempel "Den kinesiska kejsarhymnen", som Puccini lärde känna genom en kinesisk speldosa. Den fungerar som operans ledmotiv.
Puccini manade dessutom fram bortre orientens karakteristiska klangbild genom att använda ett exotiskt slagverk. De traditionella slagverksinstrumenten förstärks med kinesiska gonger, xylofoner och klockspel. Sammanlagt rör det sig om inte mindre än tolv sådana instrument, ett antal som saknar motstycke i Puccinis tidigare verk.

### Ping, Pang och Pong

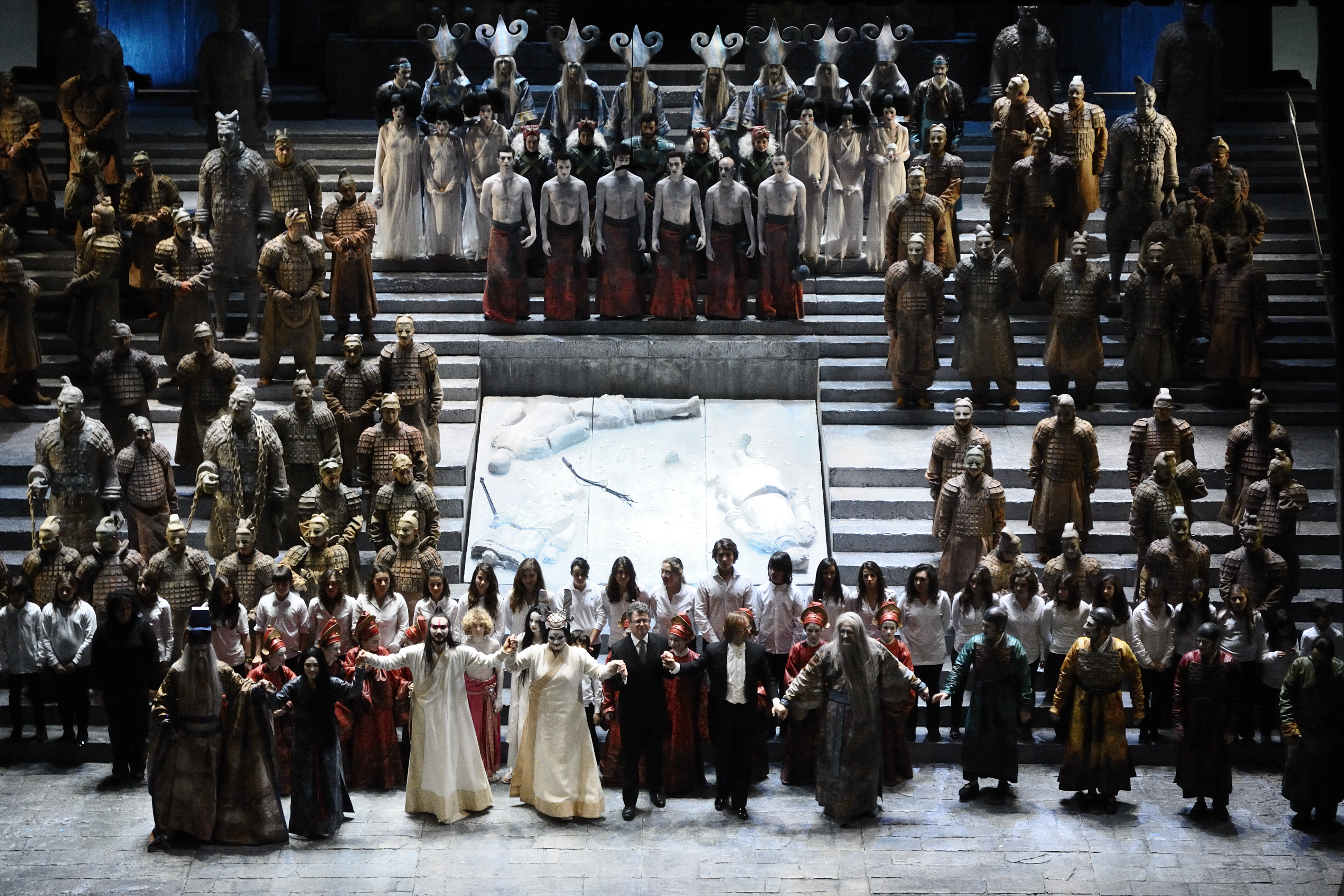
Applådtack från en föreställning av Turandot i Bologna 2012.

I sin korrespondens betecknade Puccini konsekvent de tre hovmännen som maschere, avkomlingar till det italienska maskspelet, commedia dell'arte. I den ursprungliga dispositionen figurerade de (kanske till följd av Richard Strauss exempel med de tre komedianterna i Ariadne på Naxos) fortfarande som "utomstående" i den sagoliknande kinesiska miljön. Men Puccini förkastade snart idén och skapade istället äkta kineser av de italienska förebilderna. Men de här tre figurerna har i sin slutliga utformning ändå behållit mycket av arvet efter commedia dell'arte. De har medvetet skapats som clowner, trots den kinesiska kostymeringen. På scenen rör de sig alltid alla tre tillsammans, som en sluten grupp av marionetter och det är alltid något burleskt över deras entréer.

### Slavflickan Liù
Liù hör till Puccinis mest särpräglade rolluppfinningar. Hon planerades redan från början som en kontrast till Turandot, ett förkroppsligande av den "lilla förälskade kvinnan". Hos Gozzi heter hon Adelma och är liksom Turandot en prinsessa (av tartarisk härkomst) men lever som slavinna och förtrogen till Turandot i Peking. Motivet till hennes självmord är hennes osjälviska kärlek till Calaf. Hon offrar sitt liv för att inte förråda den okände prinsens namn, därmed öppnar hon också upp för honom att vinna Turandots grymma hjärta. Denna tragiska och gripande sida hos slavinnan saknas helt hos Gozzi. Ironiskt nog har Liùs död ingen betydelse för den fortsatta händelsen; Turandots förvandling från en iskall prinsessa till en kärleksfull kvinna. Puccini hade ursprungligen inte tänkt sig att låta Liù dö. Men efter över två års arbete med tonsättningen nådde Puccini ändå till slut fram till den nästa tvångsmässiga övertygelsen om att Liù måste dö. I november 1922 skrev han till Adami:
Liùs lidande måste leda till att hon dukar under. Jag kan inte finna något annat sätt att framhäva den nödvändiga betydelsen av hennes roll, än att låta henne dö under tortyren. Och varför inte? Hennes död kan ha stor inverkan på den kallhjärtade prinsessans [Turandots] förvandling.
Det var med all säkerhet mycket svårt för Puccini att på grund av obarmhärtiga dramaturgiska krav behöva offra sin sista kärleksfulla kvinnogestalt. Hon är Turandots positiva motsats: kärleksfull, varmhjärtad, medlidsam. Hon tar hand om den gamle blinde tatarkungen Timur, och hon älskar Calaf ända in i döden. Men hon kan inte bekämpa kärlekens makt. Kärleken blir hennes undergång.

#### Verklighetens Liù?
25 februari 1903 råkade Puccini ut för en svår bilolycka. En ung 16-årig flicka vid namn Doria Manfredi anställdes som sjuksköterska och hushållerska hos familjen. Puccini kände sympati för den enkla flickan. Men hans hustru Elvira var svartsjuk och anklagade flickan för att ha ett förhållande med hennes man. Sina anklagelser framförde hon offentligt och skandalen var därmed ett faktum. Till sist begick den förtvivlade flickan självmord genom att ta gift. Vid obduktionen framkom det att Doria var oskuld. Puccini tog det hela mycket hårt och hustrun dömdes till fem månaders fängelse för förtal. Hon slapp dock fängelset genom att Puccini betalde en penningsumma till flickans familj för att de skulle ta tillbaka anklagelsen. Historien ledde till en brytning mellan Puccini och hans hustru som varade i över ett år. 
Enligt dokument från en nutida ättling till familjen Manfredi hade Puccini verkligen en affär men med Dorias kusin Giulia Manfredi. 1923 föddes en son, Manfredo som dog 1998.

### Prinsessan Turandot
Turandot tar till orda för första gången i mitten av andra akten och det legendariska "höga C" (trestruket C) förekommer hela tre gånger i hela partiet. Turandots (för övrigt förhållandevis korta) roll är inte bara ansträngande på grund av partiturets krävande tessitura, utan även på grund av stämföringens flitiga växling mellan olika register och rollens krävande, nästan oupphörliga intensitet som belastar röstresurserna och gör att partiet endast kan bemästras av framstående höga dramatiska sopraner såsom:
- Rosa Raisa (den första Turandot)
- Maria Nemeth
- Maria Jeritza
- Lotte Lehmann
- Eva Turner
- Inge Borkh
- Maria Callas
- Birgit Nilsson
- Joan Sutherland
- Montserrat Caballé
- Gwyneth Jones
- Ghena Dimitrova
- Eva Marton

### Prins Calaf

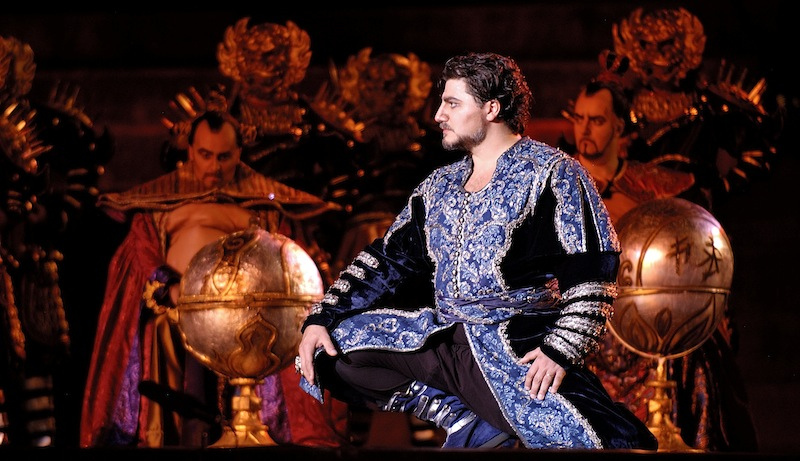
Tenoren José Cura som prins Calaf i Verona 2005.

Calaf har det mest hjälteliknande partiet bland Puccinis tenorroller. Hans roll får inte bara en särskild glans av de flitigt förekommande höga lägena, utan äger också en särskild intensitet som saknar motstycke. Det handlar om ett själstillstånd av glödande passion och obändig viljestyrka, med en varaktighet och oemotståndlighet som inte återfinns i någon annan Pucciniroll. I den här rollen briljerar därför alltid tenorer av världsformat. Calafs andra aria i början av tredje akten ("Nessun dorma!" - "Ingen ska sova/Ingen sömn!") är en av operahistoriens mest älskade tenorarior.

### Kören
Turandot är Puccinis enda opera där kören verkligen spelar en avgörande roll. Liksom i Flickan från Vilda Västern framstår kören som en smått barbarisk skara människor som skapar en ominös atmosfär. Kören befinner sig nästan oavbrutet på scenen, från operans början till dess slut. Särskilt suggestiv är körnumret i början av akt I, Gira la cote! (Dra slipstenen!) då kören uppmanar bödeln att slipa svärdet för nästa halshuggning. Å andra sidan finns det vackra, eteriska och humana körpartier såsom i akt II då kören sjunger om månen och dess förtrollande ljus "Perché tarda la luna?", och den gripande sorgekören efter Liùs död i akt III, "Ombra dolente", som stilla ledsagar Liùs kropp in i nattens mörker.

## Personer
- Prinsessan Turandot (Sopran)
- Kejsaren Altoum (Tenor)

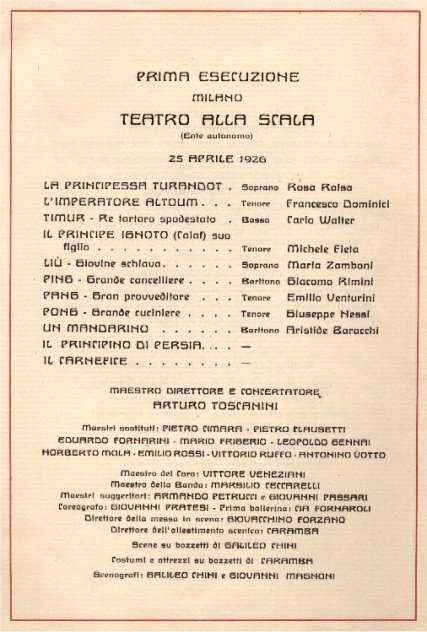
Programblad från premiären 1926.

- Timur, tartarernas avsatte konung (Bas)
- Den okände prinsen Calaf, hans son (Tenor)
- Liù, ung slavinna vid Pekinghovet (Sopran)
- Ping, storkansler vid Pekinghovet (Baryton)
- Pang, stormarskalk vid Pekinghovet (Tenor)
- Pong, högste köksmästare vid Pekinghovet (Tenor)
- En mandarin (Baryton)
- Prinsen av Persien (stum roll)
- Bödeln, kallad Pu Tin Pao (stum roll)
- Den kejserliga vakten, bödelsdrängar, mandariner, dignitärer, visa åldringar, Turandots tjänarinnor, soldater och folk.

## Handling
Librettot är baserat på en gammal saga, ursprungligen från Främre Orienten. Operan utspelar sig i Peking under länge sedan svunnen sagotid och handlar om den grymma prinsessan Turandot. Sagan utgavs av Carlo Gozzi 1762 och bearbetades därefter av Friedrich Schiller 1801, som flyttade handlingen till Kina, en variant som kom att ligga till grund för Puccinis opera. 

### Akt I
En mandarin tillkännager prinsessan Turandots kungörelser: varje man som vill be om hennes hand måste lösa tre gåtor. Om han misslyckas, avrättas han, så som nu skall ske med den unge prinsen av Persien. Prins Calaf möter sin far Timur, som fördrivits från sitt rike och nu uppehåller sig i Peking tillsammans med slavinnan Liù. Liù har följt med honom av kärlek till Calaf. När månen visar sig förs prinsen av Persien till avrättningsplatsen. Folkmassan vädjar till Turandot att hon skall benåda honom. Men förgäves. Hon ger tecken till att han skall avrättas. Calaf fascineras av Turandots skönhet. Timur, Liù och de tre hovmännen Ping, Pang och Pong försöker förgäves hålla honom tillbaka. Han låter gonggongen ljuda tre gånger och anmäler sig därigenom som ny friare till Turandot.

### Akt II

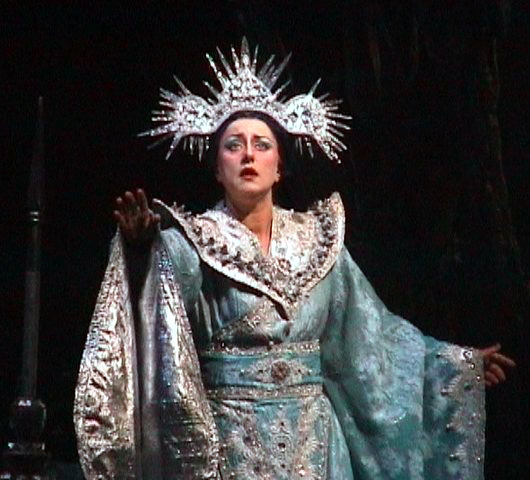
Gabriele Maria Ronge som Turandot

Hovmännen Ping, Pang och Pong erinrar sig vemodigt tiden före Turandot. De fruktar för Kinas framtid, eftersom 13 friare redan har avrättats. Hovmännen väcks ur sina drömmar. Hovet och folket har samlats för att bese den nye okände friarens prövning. Turandot förklarar motivet till sina handlingar: en av hennes stammödrar skändades och dödades av en främling och hon vill därför hämnas detta förskräckliga dåd. Kejsar Altoum uppmanar Calaf att inte utstå prövningen. Men Calaf upprepar tre gånger sin önskan att underkasta sig ritualen. Han löser alla tre gåtorna. Turandot kastar sig för faderns fötter och ber honom att inte skänka henne åt främlingen. Men kejsaren håller det löfte han givit. Calaf vill dock inte erövra Turandots kärlek mot hennes vilja och ger henne därför själv en gåta: om hon före gryningen har lyckats avslöja hans namn, skall han lösa henne från hennes löfte och dö frivilligt.

### Akt III
På Turandots befallning måste alla stadens invånare under natten bemöda sig om att försöka lista ut namnet på den främmande prinsen. De tre hovmännen försöker locka Calaf att yppa sin hemlighet. Timur och Liù har setts tillsammans med främlingen och förs nu inför Turandot, som själv förhör dem. För att rädda den gamle kungen, förklarar Liù att hon är den enda som känner till prinsens namn. När man hotar henne med tortyr, tar hon avsked av Calaf och begår självmord. Man bär bort hennes lik. Turandot och Calaf blir ensamma kvar. Calaf kysser Turandot, som erkänner att hon nu älskar honom. Calaf avslöjar sitt namn och lägger därmed sitt öde i hennes händer. Inför folket tillkännager Turandot främlingens namn: Han heter Kärleken.

## Berömdaarior

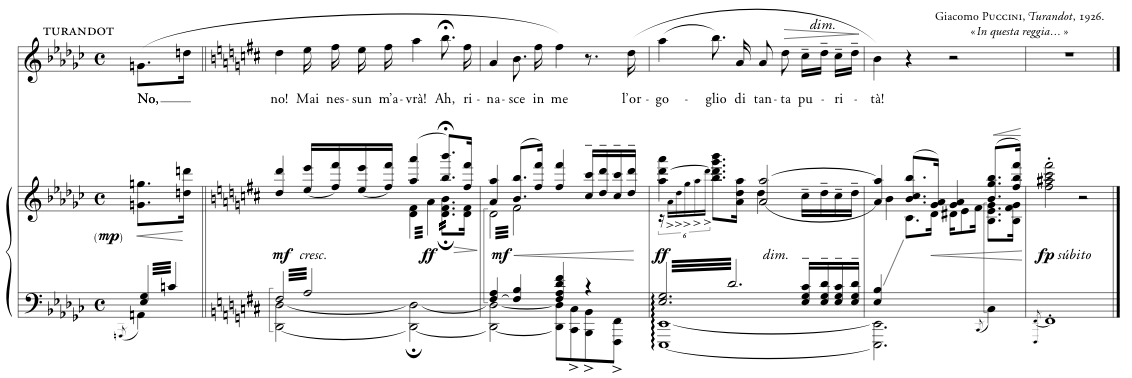
Utdrag av arian In questa reggia (sångstämma med klaverutdrag)

- Signore, ascolta – Liu
- Non piangere, Liu – Calaf
- In questa reggia – Turandot
- Nessun dorma – Calaf
- Tu che di gel sei cinta – Liu

## Inspelningar (urval)
- Turandot. Marton, Carreras, Ricciarelli, Wiener Sängerknaben. Kör och orkester från Wiener Staatsoper. Maazel, dirigent. TDK DVD DVWW-CLOPTUR.
- Turandot. Sutherland, Pavarotti, Caballé, Pears, Ghiaurov. Alldis Choir. Wandsworth School Boys Choir. London Philharmonic Orchestra. Mehta, dirigent. Decca (ADD) 414 274-2. 2 CD.[8]